# Campionati panpacifici di nuoto 1991
I IV Campionati panpacifici di nuoto si svolsero ad Edmonton, in Canada, dal 22 al 25 agosto 1991.

## Medagliere
| Posizione | Paese         | Oro | Argento | Bronzo | Totale |
| --------- | ------------- | --- | ------- | ------ | ------ |
| 1         | Stati Uniti   | 25  | 13      | 10     | 48     |
| 2         | Australia     | 7   | 13      | 9      | 29     |
| 3         | Canada        | 1   | 4       | 3      | 8      |
| 4         | Nuova Zelanda | 1   | 1       | 1      | 3      |
| 5         | Giappone      | 0   | 3       | 9      | 12     |
| 6         | Cina          | 0   | 0       | 1      | 1      |
| 6         | Costa Rica    | 0   | 0       | 1      | 1      |
|           | Totale        | 34  | 34      | 34     | 102    |

## Record mondiali stabiliti
| Data           | Gara        | Atleta         | Nazionalità | Tempo   |
| -------------- | ----------- | -------------- | ----------- | ------- |
| 25 agosto 1991 | 800 m sl    | Kieren Perkins | Australia   | 7'47"85 |
| 25 agosto 1991 | 100 m dorso | Jeff Rouse     | Stati Uniti | 53"93   |

## Risultati

### Uomini
| Evento               | Oro                                                              | Perform. | Argento                                                            | Perform. | Bronzo                                                        | Perform. |
| Stile libero         |                                                                  |          |                                                                    |          |                                                               |          |
| 50 m                 | Tom Jager                                                        | 22.21    | Matt Biondi                                                        | 22.30    | Darren Lange                                                  | 23.00    |
| 100 m                | Matt Biondi                                                      | 49.72    | Chris Fydler                                                       | 50.21    | Shaun Jordan                                                  | 50.38    |
| 200 m                | Ian Brown                                                        | 1:49.48  | Joe Hudepohl                                                       | 1:49.63  | Darren Ward                                                   | 1:50.89  |
| 400 m                | Kieren Perkins                                                   | 3:50.08  | Ian Brown                                                          | 3:50.74  | Daniel Jorgensen                                              | 3:54.13  |
| 800 m                | Kieren Perkins                                                   | 7:50.68  | Kurt Eldridge                                                      | 8:04.02  | Matt Hooper                                                   | 8:04.63  |
| 1500 m               | Kieren Perkins                                                   | 14:59.79 | Kurt Eldridge                                                      | 15:22.87 | Matt Hooper                                                   | 15:26.57 |
| Dorso                |                                                                  |          |                                                                    |          |                                                               |          |
| 100 m                | Jeff Rouse                                                       | 54.67    | Mark Tewksbury                                                     | 55.19    | Jeff Thibault                                                 | 55.93    |
| 200 m                | Jeff Rouse                                                       | 2:00.85  | Kevin Draxinger                                                    | 2:01.03  | Hajime Itoi                                                   | 2:01.94  |
| Rana                 |                                                                  |          |                                                                    |          |                                                               |          |
| 100 m                | Mike Barrowman                                                   | 1:02.02  | Phil Rogers                                                        | 1:02.09  | Akira Hayashi                                                 | 1:02.14  |
| 200 m                | Mike Barrowman                                                   | 2.11.96  | Hiroshi Fujieda                                                    | 2.14.78  | Eric Wunderlich                                               | 2.15.43  |
| Farfalla             |                                                                  |          |                                                                    |          |                                                               |          |
| 100 m                | Matt Biondi                                                      | 54.24    | Marcel Gery                                                        | 54.27    | Mark Henderson                                                | 54.32    |
| 200 m                | Melvin Stewart                                                   | 1:57.92  | David Wharton                                                      | 1:59.98  | Keiichi Kawanaka                                              | 2:00.99  |
| Misti                |                                                                  |          |                                                                    |          |                                                               |          |
| 200 m                | Gary Anderson                                                    | 2:02.93  | Eric Namesnik                                                      | 2:03.06  | David Wharton                                                 | 2:03.63  |
| 400 m                | Eric Namesnik                                                    | 4:18.40  | David Wharton                                                      | 4:22.92  | Matthew Dunn                                                  | 4:24.06  |
| Staffette            |                                                                  |          |                                                                    |          |                                                               |          |
| 4x100 m stile libero | Stati Uniti Shaun Jordan Tom Jager Jon Olsen Matt Biondi         | 3:19.22  | Australia Chris Fydler Darren Lange Andrew Baildon Matthew Renshaw | 3:21.12  | Canada Darren Ward Sebastien Goulet Sandy Goss Marcel Gery    | 3:23.71  |
| 4x200 m stile libero | Stati Uniti Troy Dalbey Dan Jorgensen Joe Hudepohl Jon Olsen     | 7:19.77  | Australia Ian Brown Kieren Perkins Simon Upton Deane Pieters       | 7:23.11  | Canada Edward Parenti Turlough O'Hare Frank Samel Darren Ward | 7:28.35  |
| 4x100 m misti        | Stati Uniti Jeff Rouse Mike Barrowman Mark Henderson Matt Biondi | 3:37.15  | Canada Mark Tewksbury Jonathan Cleveland Marcel Gery Sandy Goss    | 3:40.64  | Australia Simon Upton Phil Rogers Jon Sieben Chris Fydler     | 3:43.92  |

### Donne
| Evento               | Oro                                                                          | Perform. | Argento                                                             | Perform. | Bronzo                                                                   | Perform. |
| Stile libero         |                                                                              |          |                                                                     |          |                                                                          |          |
| 50 m                 | Jenny Thompson                                                               | 25.77    | Angel Martino                                                       | 25.86    | Toni Jeffs                                                               | 26.21    |
| 100 m                | Angel Martino                                                                | 55.34    | Nicole Haislett                                                     | 55.63    | Susie O'Neill                                                            | 56.12    |
| 200 m                | Nicole Haislett                                                              | 2:00.31  | Janet Evans                                                         | 2:00.64  | Suzu Chiba                                                               | 2:00.71  |
| 400 m                | Janet Evans                                                                  | 4:10.45  | Kim Small                                                           | 4:12.47  | Suzu Chiba                                                               | 4:15.35  |
| 800 m                | Janet Evans                                                                  | 8:28.69  | Kim Small                                                           | 8:36.30  | Donna Procter                                                            | 8:39.31  |
| 1500 m               | Janelle Elford                                                               | 16:26.27 | Phillippa Langrell                                                  | 16:26.44 | Brook Ayre                                                               | 16:40.79 |
| Dorso                |                                                                              |          |                                                                     |          |                                                                          |          |
| 100 m                | Janie Wagstaff                                                               | 1:01.00  | Nicole Livingstone                                                  | 1:01.95  | Silvia Poll                                                              | 1:02.75  |
| 200 m                | Anna Simcic                                                                  | 2:10.79  | Nicole Livingstone                                                  | 2:11.33  | Janie Wagstaff                                                           | 2:11.39  |
| Rana                 |                                                                              |          |                                                                     |          |                                                                          |          |
| 100 m                | Linley Frame                                                                 | 1:09.98  | Samantha Riley                                                      | 1:10.05  | Kelli King                                                               | 1:10.68  |
| 200 m                | Kristine Quance                                                              | 2:27.55  | Samantha Riley                                                      | 2:32.20  | Kyoko Kasuya                                                             | 2:32.53  |
| Farfalla             |                                                                              |          |                                                                     |          |                                                                          |          |
| 100 m                | Susie O'Neill                                                                | 59.93    | Crissy Ahmann-Leighton                                              | 1:00.08  | Yoko Kando                                                               | 1:00.39  |
| 200 m                | Summer Sanders                                                               | 2:09.84  | Helen Morris                                                        | 2:10.84  | Yoko Kando                                                               | 2:11.35  |
| Misti                |                                                                              |          |                                                                     |          |                                                                          |          |
| 200 m                | Summer Sanders                                                               | 2:14.04  | Nicole Haislett                                                     | 2:16.53  | Jacqueline McKenzie                                                      | 2:16.96  |
| 400 m                | Summer Sanders                                                               | 4:41.46  | Kristine Quance                                                     | 4:45.40  | Lin Li                                                                   | 4:48.27  |
| Staffette            |                                                                              |          |                                                                     |          |                                                                          |          |
| 4x100 m stile libero | Stati Uniti Angel Martino Whitney Hedgepeth Jenny Thompson Nicole Haislett   | 3:43.67  | Giappone Ayako Nakano Naoko Imoto Yoko Koikawa Suzu Chiba           | 3:47.40  | Australia Nicole Livingstone Lise Mackie Teressa Pyke Susie O'Neill      | 3:49.21  |
| 4x200 m stile libero | Stati Uniti Nicole Haislett Whitney Hedgepeth Janet Evans Sarah Anderson     | 8:03.70  | Giappone Yoko Koikawa Naoko Imoto Ayako Nakano Suzu Chiba           | 8:12.20  | Australia Toni Greaves Nicole Dornbusch Susie O'Neill Nicole Livingstone | 8:13.08  |
| 4x100 m misti        | Stati Uniti Janie Wagstaff Kelli King Crissy Ahmann-Leighton Nicole Haislett | 4:05.98  | Australia Nicole Livingstone Linley Frame Susie O'Neill Lise Mackie | 4:08.79  | Giappone Eri Nakamura Kyoko Kasuya Yoko Kando Suzu Chiba                 | 4:12.91  |